# Alisson Becker
Alisson Ramses Becker, mer känd som bara Alisson, född 2 oktober 1992 i Novo Hamburgo, är en brasiliansk fotbollsmålvakt som spelar för den engelska Premier League-klubben Liverpool och Brasiliens landslag.

## Klubbkarriär
I juli 2018 började rykten spridas om att Alissons dåvarande klubb AS Roma accepterat ett bud från Liverpool på 775,5 miljoner kronor. Den 19 juli blev affären klar och därmed blev Allison Becker den dittills dyraste målvakten genom tiderna. I augusti 2021 förlängde han sitt kontrakt i Liverpool fram till sommaren 2027.

## Landslagskarriär
I november 2022 blev Alisson uttagen i Brasiliens trupp till VM 2022.

## Meriter

### I klubblag
Liverpool
- Premier League: 2019/2020, 2024/2025
- UEFA Champions League: 2019
- FA-cupen: 2022
- Engelska Ligacupen: 2022, 2024
- Community Shield: 2022
- UEFA Super Cup: 2019
- VM för klubblag: 2019

### I Landslag
Brasilien
- Copa America: 2019

### Individuellt
(I Urval)
- Serie A, Årets målvakt: 2017/18
- UEFA Champions League, Årets lag (2): 2017/18, 2018/19
- Premier League, Golden Glove: 2018/19
- IFFHS, Världens bästa målvakt: 2019
- Yashin Trophy: 2019
- UEFA, Årets lag: 2019

### Webbkällor
- Alisson på Soccerway (engelska)
- Alisson på National-Football-Teams.com (engelska)